# Świder Presslera

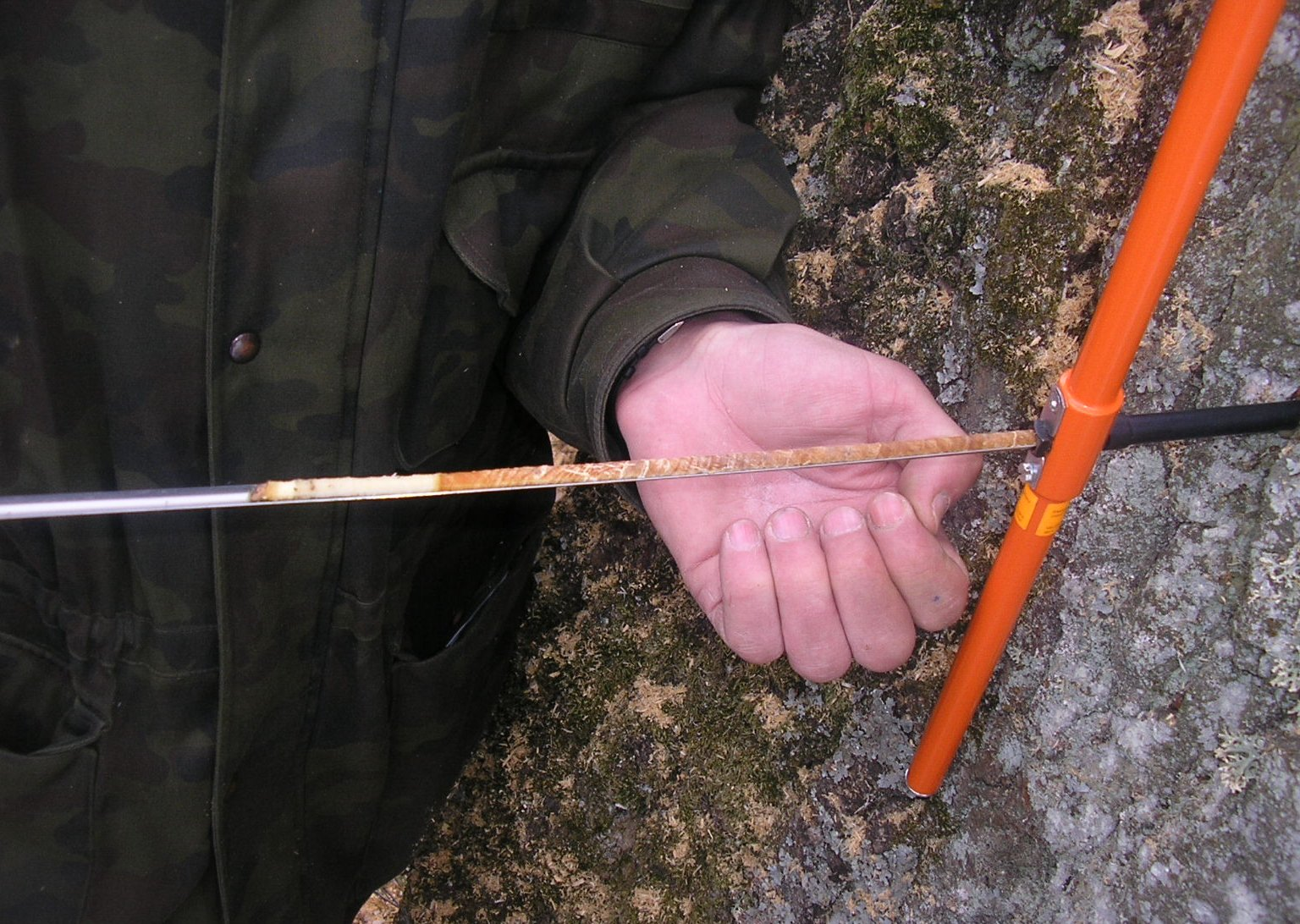
Wyciągnięta próbka - odwiert

Świder Presslera (ang. increment borer) – przyrząd umożliwiający określenie wieku i historii drzewa, stosowany głównie w dendrometrii i dendrochronologii.
Świder Presslera składa się z nagwintowanej w jednym końcu pustej tulei, którą wkręca się w drzewo, poprzecznego uchwytu i rynienkowatej blaszki służącej do wyjęcia ze środka świdra fragmentu pnia. Wywiercony rdzeń pozwala określić wiek drzewa na podstawie liczby słoi. Możliwe jest również określenie wielkości przyrostów rocznych.